# Farnaces I

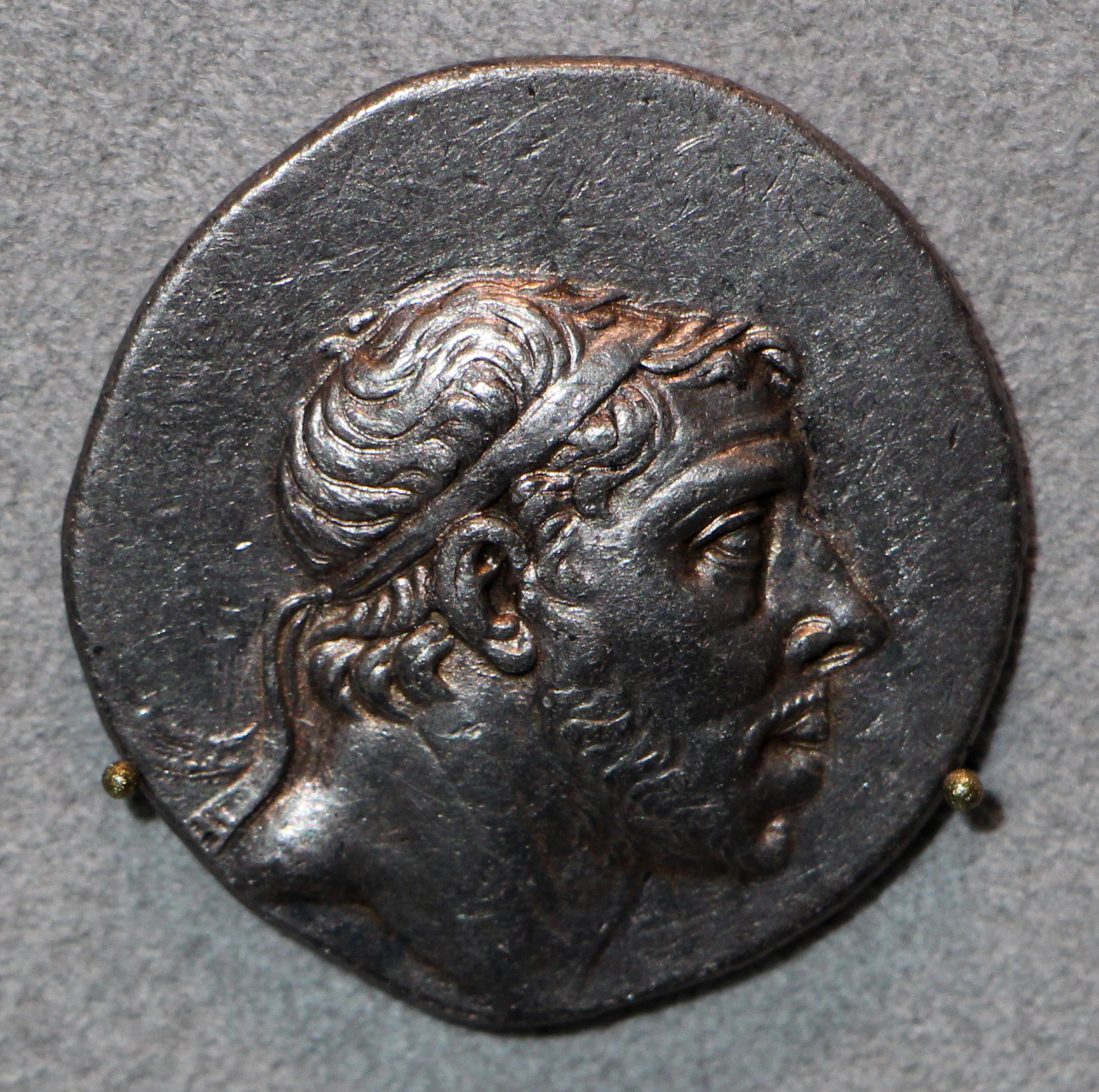
Tetradrachm of Pharnaces I of Pontus

Farnaces I (grec antic: Φαρνάκης, Pharnakēs, llatí: Pharnaces) va ser rei del Pont. Formava part de la Dinastia Mitridàtica.
Era fill del misteriós Mitridates III del Pont al que va succeir potser l'any 185 aC, i en tot cas ja era al tron el 183 aC any en què va sotmetre Sinope, important ciutat grega i objecte de desig dels reis del Pont. Els rodis van enviar una ambaixada a Roma, queixant-se per aquesta ocupació, però no van aconseguir res, segons Estrabó i Titus Livi.
Al mateix temps Farnaces es va enfrontar amb el seu veí Èumenes II de Pèrgam que igualment va enviar ambaixadors a Roma; Farnaces tanmateix també va enviar ambaixadors, però a la primavera de l'any 181 aC, sense esperar el retorn dels ambaixadors, va envair Pèrgam i va atacar també a Ariarates IV de Capadòcia. Les seves forces van entrar a Galàcia i Èumenes se li va oposar al front del seu exèrcit, però les hostilitats es van aturar quan van arribar els comissionats romans designats pel senat per investigar el motiu de les disputes. Es van obrir negociacions a Pèrgam, que no van obtenir resultats, i els diputats romans no van acceptar les peticions de Farnaces per considerar-les poc raonables. La guerra es va reprendre i amb aturades menors va continuar fins al 179 aC, quan Farnaces, que no podia fer front a les forces combinades d'Ariarates i Èumenes, va acceptar signar la pau i renunciar a totes les seves conquestes a Galàcia i Paflagònia, excepte Sinope, segons diuen Polibi i Diodor de Sicília.
No se sap quant de temps va regnar però encara era al tron el 170 aC segons Polibi. Aquest autor, en una descripció que sembla imparcial, parla de les queixes d'Èumenes i de l'opinió dels romans sobre el caràcter arrogant i violent de Farnaces. No gaire temps després del 170 aC, el va succeir el seu germà Mitridates IV del Pont.